# Rejane Medeiros
Rejane Medeiros (Acari, Rio Grande do Norte, 8 de fevereiro de 1944 – Rio de Janeiro, Rio de Janeiro, 18 de junho de 2024) foi uma atriz brasileira.
Ficou famosa na década de 1970, quando atuou em Soledade, adaptação para o cinema do romance de José Américo de Almeida. 
Após tentar uma carreira internacional na Itália, durante a qual interpretou Anita Garibaldi na série Il giovane Garibaldi. Depois disso, regressou ao Brasil, mas não obteve o mesmo êxito inicial.
Foi casada com o músico Egberto Gismonti, com quem teve dois filhos, Alexandre Gismonti e Bianca Gismonti ambos músicos.

## Filmografia

### Cinema
| Ano  | Título                                              | Personagem      |
| ---- | --------------------------------------------------- | --------------- |
| 2012 | Luz nas Trevas – A Volta do Bandido da Luz Vermelha | Vítima          |
| 1981 | O Torturador                                        | —               |
| 1977 | Anchieta, José do Brasil                            | —               |
| 1976 | Soledade, a Bagaceira                               | Soledade        |
| 1974 | A Noite do Espantalho                               | Maria do Grotão |
| 1972 | Guru das Sete Cidades                               | Solange         |
| 1970 | A Vingança Dos Doze                                 | Sinhá           |
| 1970 | Pecado Mortal                                       | Rejane          |
| 1970 | Sangue Quente em Tarde Fria                         | —               |
| 1969 | Meu Nome é Lampião                                  | Maria Bonita    |
| 1965 | Entre Amor e O Cangaço                              | Das Dores       |
| 1964 | Selva Trágica                                       | Flora           |

### Televisão
| Ano  | Título                   | Personagem          |
| ---- | ------------------------ | ------------------- |
| 1976 | Alle origini della mafia | Barbara Della Spina |
| 1974 | Il Giovane Garibaldi     | Anita Garibaldi     |

## Morte
Rejane Medeiros morreu no dia 18 de junho de 2024, em decorrência de um câncer.